# Roberta Blackman-Woods
Pour les articles homonymes, voir Blackman et Woods.
Roberta Blackman-Woods, née le 16 août 1957 à Belfast, est une femme politique britannique. Membre du Parti travailliste, elle est députée de la circonscription de City of Durham de élections générales de 2005 à 2019.